# エレクトロバヤ
エレクトロバヤは、自動車、倉庫、自律走行車、エネルギー貯蔵に使われるリチウムイオン電池と電池システムの開発・製造を行う。同社はアメリカ、ニューヨーク州とカナダのオンタリオ州で事業を展開している。

## 概要
サンカル・ダス・グプタ博士とジム・ジェイコブス博士が1983年に電池技術の研究を開始し、1996年にエレクトロバヤを創立。2000年に株式を公開し、ELVAのシンボルでトロント証券取引所に上場し、2023年7月にナスダック株式市場に上場している。
同社は、電極および電解質材料、電池構造、電池システム設計、電池管理システム、さらに電池製造方法に関する100件以上の特許（出願中を含む）を保有し、独自の技術で安全に特化したバッテリーの開発、製造を行う。
エレクトロバヤは、電気自動車やグリッドストレージ用途のバッテリーの開発に加えて、電子機器用のモバイルバッテリー充電器の先駆者であり、2001年にバッテリー充電器、パワーパッドをリリースした。この技術は、Scribblerタブレットコンピュータシリーズに使用されているバッテリー技術の前身である。エレクトロバヤの技術は、NASAの船外活動宇宙服にも使用されており、宇宙飛行士の生命維持、宇宙環境からの保護に貢献している。
2018年以降、同社は、ほぼ連続で使用可能である特性を生かし、主に電動フォークリフトをはじめとしたマテリアルハンドリングやその他バスやトラックを含む大型車両用のバッテリー開発、製造に注力している。

## 電気自動車の開発

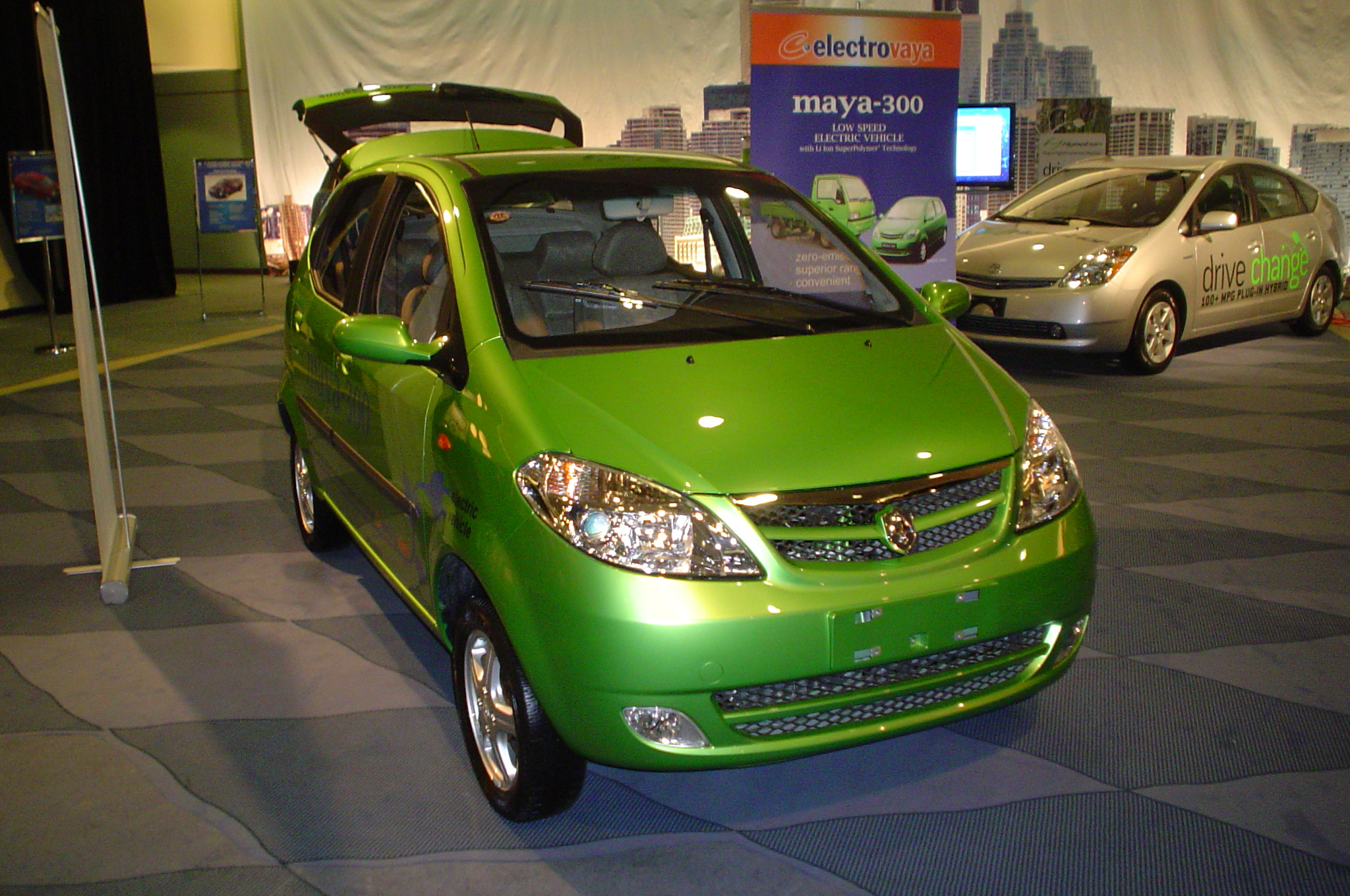
2009年カナダ国際自動車ショーに出展されたコンセプトカー　Maya-300

2003年、エレクトロバヤは同社のリチウムイオン電池を搭載した排出ガスを一切出さない、ゼロエミッション車の試作品であるMaya-100を発表した。Maya-100はカリフォルニア州ロングビーチで開催された第20回国際電気自動車シンポジウムで初めて公開され、2004年にはツール・ド・ソルで技術革新賞を受賞した。2008年1月、エレクトロバヤは市街地走行用の低速電気自動車であるマヤ-300のプロトタイプを発表した。

### Tata Indica EV
エレクトロバヤ社のリチウムイオン・スーパーポリマー電池技術を使用した電気自動車の開発、製造を行うため、エレクトロバヤはタタモーターズ、Miljø Grenland/Innovasjon提携した。タタ・インディカEVは2009年にノルウェー、2010年にインドで発売される予定だった。フル充電での航続距離は200km、最高速度は時速105kmと予想されている。

### カーシェア
2009年、エレクトロバヤがメリーランド・サイエンス・センターでMaya-300のレンタルを開始した。Maya-300は同社のリチウムイオンバッテリーの1回の充電で最大200キロメートル（120マイル）の走行が可能で、最高速度は時速56キロメートル（35マイル）だった。

### Daimler
エレクトロバヤは2015年にヨーロッパにあるダイムラーの年産700MWhのバッテリー工場を購入し、2015年から2018年にかけてダイムラーの電気駆動車スマート用バッテリーの生産を行った。

### 電動フォークリフト用リチウムイオン電池の開発、製造
2017年、エレクトロバヤは電動フォークリフトにおいて、ほぼ連続使用できるように設計されたリチウムイオン電池、ヘビーデューティLi-ionバッテリーをリリースした。2019年と2020年、Raymond Corporation（トヨタの100％子会社）はエレクトロバヤ社のLi-ionバッテリーを電動フォークリフトとバッテリーの製品ラインの一部として使用する戦略的合意を発表した。

### 自律誘導車
エレクトロバヤは、自律走行型誘導車の充電用のバッテリーを開発・製造し、ジャビルと提携してProMat 2019で自律走行型ロボットを発表した。

## Energy Storage Systems
2013年、エレクトロバヤはScottish and Southern Electricity Networksに、再生可能エネルギーを電力網に統合するための12～80 kWhの定置型蓄電池システムを25台納入した。
2015年、エレクトロバヤはカナダ北部の遠隔鉱山にあるグレンコアのマイクログリッドに450kWhのエネルギー貯蔵システムを設置し、代替エネルギー源の使用を可能にし、ディーゼル発電機の使用を削減した。
2016年、エレクトロバヤはカナダ、トロント水力発電所とのパイロットプロジェクトを完了し、グリッド負荷のバランスをとるためのコンテナ型600kWhバッテリーを開発した。
同社は系統停電時に使用する800kWhのエネルギーを貯蔵することができるConEdisonのための輸送可能なエネルギー貯蔵システムを開発した。